# Grégoire Haddad

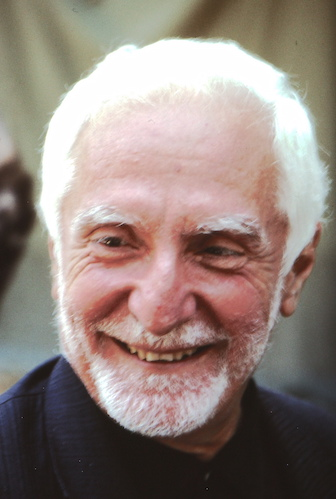
Grégoire Haddad 1990

Grégoire Haddad (* 25. September 1924 in Souk El Gharb, Libanon; † 23. Dezember 2015) war von 1968 bis 1975 melkitischer Erzbischof von Beirut und Jbeil. Er galt als der „Rote Bischof von Beirut“ und legte 1975, auf Druck des Heiligen Stuhls, sein Amt nieder.

## Leben
Grégoire Haddad wurde 1924 in Souk El Gharb, einer Kleinstadt im Libanon-Gebirge, geboren. Sein Vater war ein evangelischer Christ und seine Mutter gehörte der römisch-katholischen Kirche an. Die Grundschule besuchte er von 1934 bis 1936, danach ging er für ein Jahr auf eine weiterführende Schule, die von Basilianern geleitet wurde. Bis 1943 wurde er in einer Schule der Ostkirchen von Jesuiten unterrichtet und erlangte das Abitur. Er begann das Studium der Philosophie und Theologie und empfing 1949 durch Erzbischof Philippe Nabaa, seinen Vorgänger im Bischofsamt von Beirut, die Priesterweihe. Danach arbeitete er als Sekretär im erzbischöflichen Ordinariat in Beirut und widmete sich mehreren sozialen Projekten, er gründete die libanesische Sozialbewegung. Am 30. Juli 1965 folgte die Ernennung zum Weihbischof in Beirut und Jbeil sowie zum Titularbischof von Palmyra dei Greco-Melkiti. Am 5. September 1965 empfing er von Maximos IV. Kardinal Saigh SMSP, Patriarch von Antiochien, die Bischofsweihe; Mitkonsekratoren waren Erzbischof Philippe Nabaa von Beirut und Jbeil und Joseph Elias Tawil, Erzbischof von Newton. Er nahm als Konzilsvater an der vierten Sitzungsperiode des Zweiten Vatikanischen Konzils teil. Nach dem Tod des Erzbischofs verwaltete er die Erzdiözese Beirut als Diözesanadministrator und wurde am 9. September 1968 von Papst Paul VI. zum Erzbischof von Beirut und Jbeil ernannt. Er war Mitkonsekrator der Erzbischöfe Elias Nijmé BA, Erzbischof der Erzeparchie Tripoli und Jean Assaad Haddad, Erzbischof von Tyros.

## Der „Rote Bischof von Beirut“
In den ersten Jahren seiner Amtszeit hatte der neue Erzbischof viele Entscheidungen zu treffen, um die Beschlüsse des Zweiten Vatikanischen Konzils umzusetzen. Hierzu gehörte auch die neue Situation für die Beteiligung der Laien. 1975 erfolgte die periodische Herausgabe eines Magazins, in dem geistliche, theologische und soziale Themen behandelt wurden. Mit einigen von ihm verfassten Artikeln zur Frage des Zusammenlebens von Moslems und Christen stieß er auf Widerstand aus Rom. Insbesondere die aktiven Kontakte zur Amal-Bewegung und sein Eintreten für eine Zusammenarbeit unter weltlichen Voraussetzungen führten zu Ermahnungen aus dem Vatikan. Erschwerend für Rom gestaltete sich die Zusammenarbeit mit dem Gründer der Amal-Bewegung, dem schiitischen Imam Musa as-Sadr. Gemeinsam hatten sie 1960 die „Soziale Bewegung“ gegründet und förderten in den folgenden Jahren den Islamisch-Christlichen-Dialog. In einer dieser Veranstaltungen hielt Musa as-Sadr zu Ostern in einer Kirche des Kapuzinerordens eine Ansprache. Zudem hatte Grégoire Haddad seine Theorie über eine Annäherung zwischen Sozialismus und Kirche veröffentlicht. Er vertrat öffentlich Gedanken zur Säkularisierung, was nicht nur unter seinen Mitbrüdern, sondern auch mit der Kongregation für die Glaubenslehre zu einer scharfen Auseinandersetzung führte. Seine Zielsetzung war der Versuch, eine friedensstiftende Religion zu begründen.
Nicht nur der politische Druck, sondern auch die Androhung innerkirchlicher Sanktionen führten schließlich dazu, dass Grégoire Haddad am 19. September 1975 um seinen Rücktritt ersuchte, dem seitens Papst Paul VI. bei gleichzeitiger Ernennung zum Titularerzbischof von Adana dei Greco-Melkiti zugestimmt wurde. Nach seiner Demission zog er sich in ein Kloster zurück; er lehnte alle weiteren, ihm angebotenen Bischofsämter innerhalb der melkitisch-griechisch-katholischen Kirche ab. Er förderte weiterhin soziale Bewegungen im Libanon.